# Accidente del An-12 de la Fuerza Aérea India de 1968
El 7 de febrero de 1968, un avión de transporte turbohélice Antonov An-12 de la Fuerza Aérea India pilotado por el teniente de vuelo Harkewal Singh y el líder de escuadrón Pran Nath Malhotra, desapareció mientras volaba al aeropuerto de Leh desde Chandigarh. El vuelo 203 se aproximaba a Leh cuando el piloto decidió dar marcha atrás debido a las inclemencias del tiempo, la aeronave desapareció con el último contacto por radio sobre el paso de Rohtang. Fue declarado desaparecido después de que no se encontraran los restos del naufragio.La aeronave transportaba a 4 tripulantes y 98 pasajeros cuando se accidento, dejando un total de 102 víctimas fatales.

## Recuperación
En 2003, miembros del Instituto de Montañismo del Himalaya que estaban haciendo senderismo en el glaciar Dakka del Sur se encontraron con los restos de un cuerpo humano. El cuerpo fue identificado como Sepoy Beli Ram, un soldado del ejército indio que estaba en el vuelo.
El 9 de agosto de 2007, una expedición del ejército indio denominada en código Operación Punaruthan-III, recuperó tres cuerpos más.
Desde 2003 hasta 2009 se han realizado tres expediciones de búsqueda con la recuperación de cuatro cuerpos. El lugar del accidente se encuentra a una altitud de aproximadamente 18.000 pies (5.500 m), con una pendiente de 80 grados.
El 21 de julio de 2018, el Times of India informó que un equipo de alpinistas en el pico Chandrabhaga-13 había encontrado un cuerpo en el campamento base del glaciar Dhaka. El equipo encontró los restos del avión junto con los restos de un soldado el 11 de julio de 2018. El líder del equipo mencionó que la expedición tenía la misión de limpiar la basura dejada por los escaladores, y que fue organizado por la Indian Mountaineering Foundation y la ONGC.
El 18 de agosto de 2019, después de 13 días de operaciones de búsqueda y recuperación, un equipo conjunto del ejército indio y la fuerza aérea india recuperó varias partes de la aeronave, como el motor aeronáutico, el fuselaje, los circuitos eléctricos, la hélice, la unidad del tanque de combustible, el conjunto de frenos de aire y una puerta de cabina.